# Skudde
Die Ostpreußische Skudde gehört zu den ältesten Hausschafrassen. Sie steht auf der Roten Liste der bedrohten Nutztierrassen.

## Name
Die Herkunft der Rassenbezeichnung ist ungewiss. Lediglich Thilo (1921) führte als Deutung die Wortgleichung „dürftig“ an. Nach Hinze (1985) kann für die Wortdeutung des Begriffs „Skudde“ von dem litauischen Lock- oder Scheuchruf für Schafe und Ziegen „skud(i)“ oder „skuis“ ausgegangen werden. Der Vergleich mit dem pomoranischen (kaschubischen) „kut, kut, kut“, einem Lockruf für Schafe aus der Gegend von Kościerzyna (Polen), sowie das Appellativum für Schaf „Kutina“ lässt auf einen gemeinsamen slawischen Wortstamm schließen. Wahrscheinlicher ist jedoch die litauische Herleitung von „skuodimas“: hüpfen, springen oder die prußische von „skudan“: Schaden.
Im Deutschen ist für das ehemalige Grenzgebiet zu Litauen Skudde sowohl in der Bedeutung „Schaf“ bzw. „weibliches Schaf“ als auch in der Bezeichnung einer Rasse nachgewiesen. Nach anderen Quellen wurden im Gebiet der niederlitauischen Stadt Skuodas noch bis in die 1940er Jahre primitive Landschafe gehalten, was ebenfalls Informationen für die Herkunft des Wortes Skudde geben könnte. Die vermutete Ableitung von Skudde aus Skuodas entbehrt nicht einer gewissen Logik, denn Haustierrassen werden häufig nach ihrer Ursprungslandschaft benannt.

## Einordnung
Die Skudde gehört zum Formenkreis der mischwolligen kurzschwänzigen nordischen Heideschafe.

## Herkunft und Verbreitung

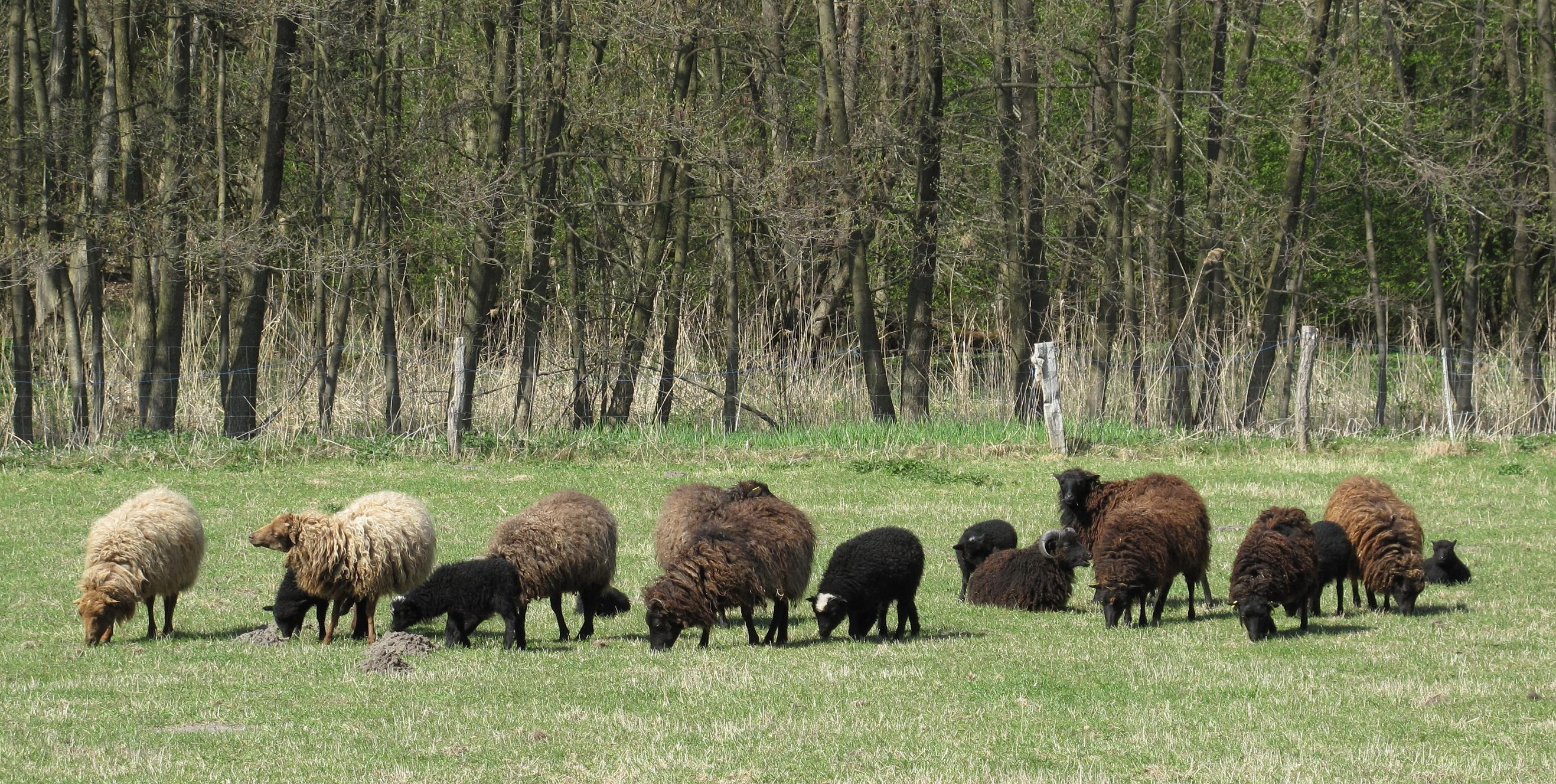
Skuddenherde in Stücken, 2010

Bis zum Anfang des 20. Jahrhunderts war die Skudde das bodenständige Schaf Ostpreußens und des Baltikums. Doch schon lange vor dem Zweiten Weltkrieg wurden die Skudden in ihrem ursprünglichen Verbreitungsgebiet durch Schafrassen mit feinerer Wolle verdrängt.
Sichere Nachweise gibt es für seine Existenz in diesem Gebiet seit der Ordenszeit. Ungeklärt ist bisher, ob es vorher bereits Skudden in anderen Regionen gab, ob es sich bei dieser Haustierrasse um das „Schaf der Wikinger“ oder um direkte Nachfahren jungsteinzeitlicher Schafe handelt.
Seit dem Mittelalter wird die Skudde zwischen Baltikum im Norden und der Lausitz im Süden, also zwischen dem Ursprungsgebiet der Grauen Heidschnucke in den nordwestdeutschen Heide- und Moorlandschaften und der Heimat der polnischen Wrzosówka sowie der russischen Romanov im Osten gehalten.
Seit Ende des Zweiten Weltkrieges gilt die Skudde im Baltikum als ausgestorben. Die von Zeit zu Zeit über die Sichtung von Skudden gemachten Berichte im Samland und in Litauen beschreiben möglicherweise Kreuzungen mit aus Litauen eingeführten skuddenartigen Schafen. Für zusätzliche Verwirrung sorgte in der Vergangenheit die Mitteilung, dass Stalin alle verbliebenen Skudden als ostpreußisches Kulturgut nach Belarus verbracht habe.
Die heute existierenden Bestände in Deutschland gehen auf Restbestände zurück, die den Zweiten Weltkrieg überlebt haben und anschließend durch passionierte Schafzüchter und Tiergärten in Ost- und Westdeutschland erhalten wurden. Zu erwähnen sind insbesondere Zuchtbestände des Münchner Zoos Hellabrunn und des Leipziger Zoos. Der Leipziger Zoo hat seine Herde im Wesentlichen durch ein überlebendes Muttertier und deren Sohn (Inzucht) aufgebaut.
Werner Plarre, langjähriger Lehrstuhlinhaber für Genetik und Pflanzenzüchtung am Fachbereich Biologie der Freien Universität Berlin, widmete sich intensiv dem Erhalt dieser Hausschafrasse.
Es gibt offiziell zirka 2600 reinrassige Tiere. Die Zuchtkriterien sind zum Zweck der Erhaltung der Rassemerkmale streng.

## Merkmale/Zuchtziele

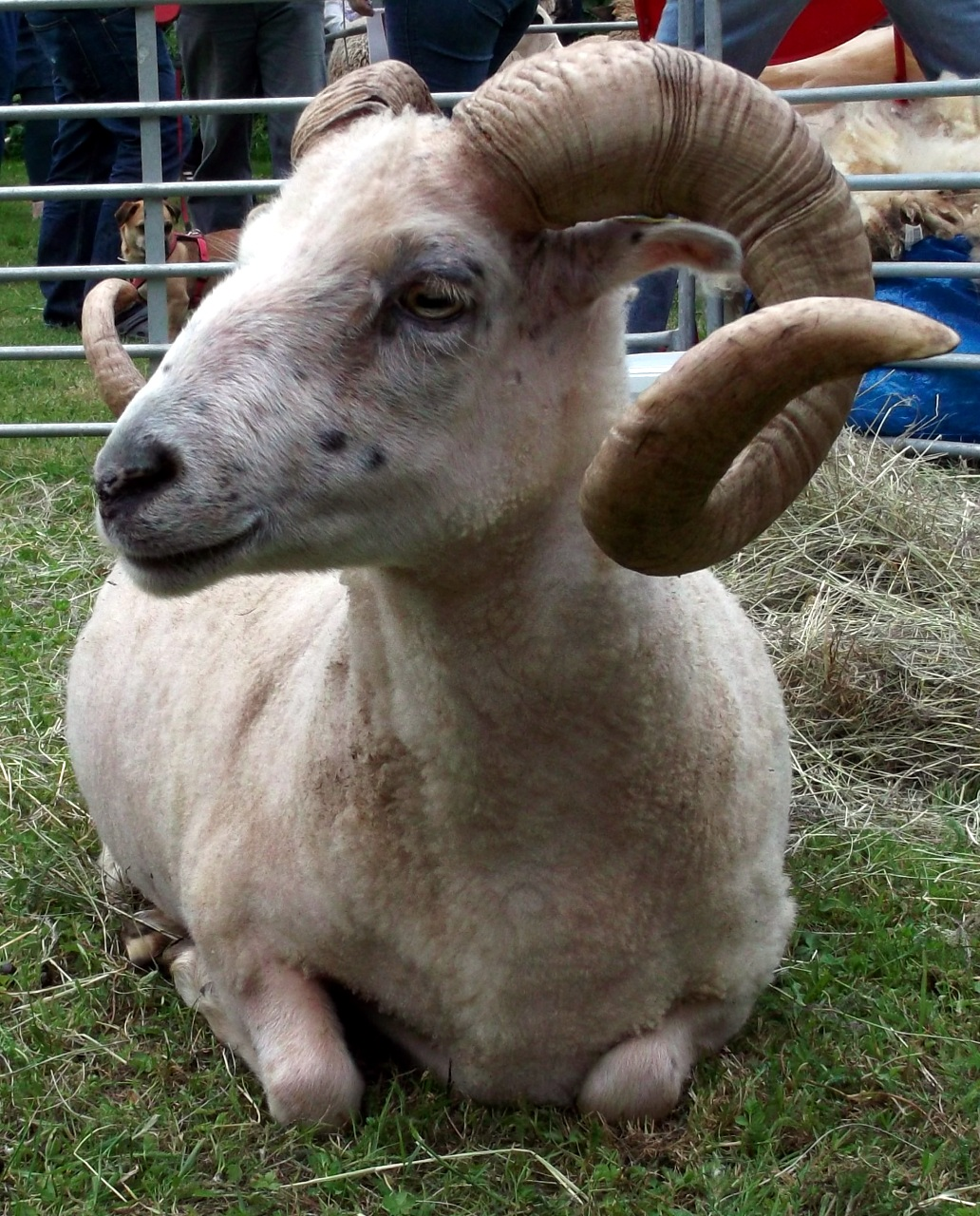
Männliche Skudde geschoren mit Gehörn

Das Zuchtziel sieht ein robustes, kleinrahmiges Schaf mit besonderer Herkunft zur Landschaftspflege auf mageren Standorten vor.
Die Skudde ist die kleinste, deutsche Schafrasse (keine Zwergzüchtung!): Die Widerristhöhe der Böcke beträgt durchschnittlich 55 bis 60 cm bei einem Lebendgewicht von 35 bis 50 kg, die der Zibben 45 bis 50 cm bei 25 bis 40 kg Lebendgewicht.
Der Kopf ist keilförmig ausgebildet und mit Stichelhaaren besetzt. Eine breite Stirn, feines Nasenbein und kleine, horizontalgerichtete Ohren und eine schwarz pigmentierte Nase sind weitere, typische Merkmale für Skudden.
Böcke bilden ein imposantes schneckenförmiges Gehörn mit ausreichendem Abstand zum Kiefer aus, vergleichbar mit dem Gehörn von Mongolenschafen. Zibben sollen unbehornt sein; kleine Hörner, Hornstummel, Hornansätze werden toleriert. Außerdem tragen die Böcke eine Mähne.
Der Rumpf ist kurz bis mittellang, das Becken schräg. Die Beine sind feingliedrig, aber stark, mit festen Klauen. Der kurze, zu maximal einem Drittel bewollte dreieckige Schwanz sollte nicht länger als 20 cm sein.
Die Skudde hat ein mischwolliges Vlies, das heißt, es weist differenzierte Anteile von Ober- und Unterhaaren auf, die sich in den verschiedenen Wollparametern unterscheiden. Nach Erfahrungswerten beträgt der Jahreswuchs des Oberhaares ca. 15 bis 20 cm. Demgegenüber wächst die Wolle etwa 12 cm/Jahr. Ein in der Vergangenheit vorhandenes Merkmal, das wieder herausgezüchtet werden soll, war der jahreszeitliche selbständige Vlieswechsel, der eine Schur überflüssig machte. Die Bauchbewollung muss vorhanden sein. Nach einer Wollwachstumszeit von einem Jahr beträgt das Schurgewicht 2,0 bis 2,5 kg bei Böcken beziehungsweise 1,2 bis 2,0 kg bei Mutterschafen. Das Vlies besteht aus einer meist weißen Mischwolle, selten ist eine braune oder schwarze Vliesfarbe. Von alten Zeichnungen sind auch mischfarbige Skudden bekannt, a
mehrfarbige scheckige Vliese waren bis 2018 nicht erwünscht und entsprechende Tiere wurden in manchen Bundesländern nicht mehr zur Reinzucht zugelassen. Seit 2018 sind durch den Verband deutscher Landesschafzuchtverbände alle Farben zugelassen.

## Fortpflanzung
Fortpflanzungs- und Aufzuchtvermögen sind wesentliche Kriterien zur Schaffung überlebensfähiger Populationsgrößen. Die Skudde bietet hierfür günstige Voraussetzungen, weil sie frühreif ist und über eine relativ lange Reproduktionsphase verfügt. In Abhängigkeit von der Jugendentwicklung können weibliche Skudden bereits im ersten Lebensjahr tragend werden.
Die Skudde ist nahezu asaisonal, das heißt, im Vergleich zum Wildschaf und zu verschiedenen Hausschafrassen, die nur im Herbst, also mit abnehmender Tageslichtlänge, brünstig werden, sind die Tiere dieser Rasse fast jahreszeitlich unabhängig deckbereit. Teilweise bekommen sie so auch zweimal im Jahr Junge (Lämmer).
Durchschnittlich werden ein bis zwei Lämmer in einer problemlosen Geburt ohne menschliche Hilfe zur Welt gebracht. Selten sind es aber auch mal Drillinge oder sogar Vierlinge. Bei solchen Geburten überleben meist nicht alle. Die Böcke verhalten sich gegenüber den Lämmern zumeist nicht aggressiv, sondern schirmen teilweise das Muttertier während des Geburtsvorganges gegen den Rest der Herde ab.
Das Ablammergebnis unterliegt starken Schwankungen und streut zwischen 100 und 180 Prozent. Aufgrund der vorzüglichen Mütterlichkeit der Skudde gibt es bei korrekten Haltungsbedingungen so gut wie keine Lämmerverluste.

## Haltung

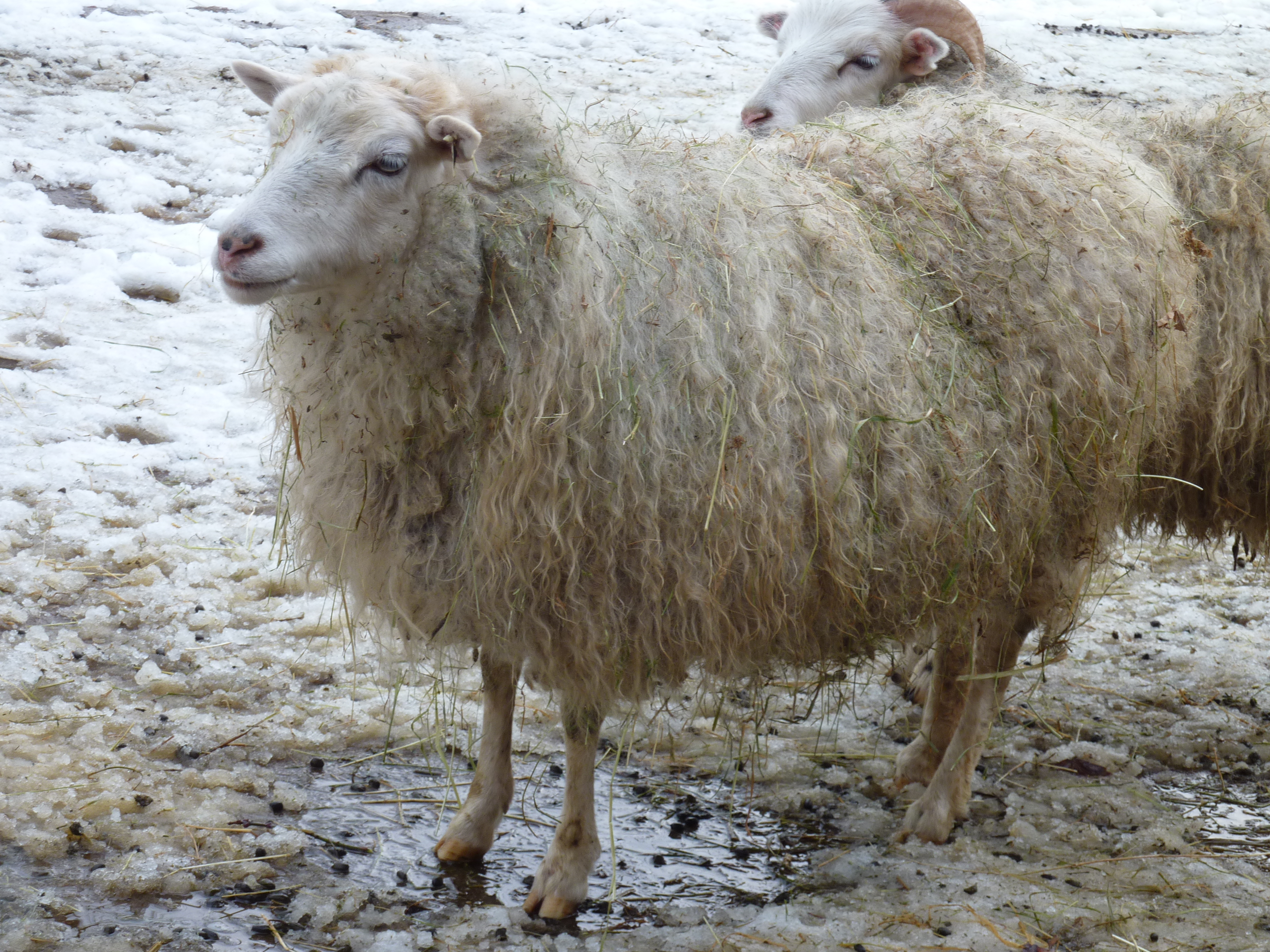
Skudde im Winter

Die Skudde ist ein genügsames Schaf, das sich mit mageren Weiden zufriedengibt. Das Winterfutter besteht weitestgehend aus gutem Heu. Minerallecksteine sind notwendig, ein Zufüttern von Kraftfutter nicht.
Die Haltung der Skudden kann ganzjährig im Freien erfolgen. Als Schutz vor Wetterunbilden genügt ein einfacher offener Unterstand, der oftmals nur bei Regen oder starkem Schneetreiben aufgesucht wird. Das mischwollige Vlies schützt die Tiere vor Auskühlung oder Durchnässung. Die Schur erfolgt einmal im Jahr.
Im Oktober 2017 zog eine kleine Herde ostpreußischer Skudden in ein Gehege auf einem Hochhausdach im Werksviertel von München. Diese wurden später durch Walliser Schwarznasenschafe ausgetauscht.

## Verwendung
Skudden werden heute in erster Linie zur Landschaftspflege eingesetzt. Sie sind bei der Nahrungsaufnahme wenig wählerisch und verschmähen weder Brennnesseln noch Disteln oder Ampfer.
Ein weiterer Grund für die Zucht ist der Erhalt dieser Haustierrasse als Genreserve.
Die Skudde ist frühreif und kann entwicklungsabhängig bereits zum Ende des ersten Lebensjahres erstmals zur Zucht benutzt werden. Sie zählt zu den mischwolligen Schafen, hat harte, gute Klauen, ist vital und wetterunempfindlich.
Das Fleisch weist aufgrund der Ursprünglichkeit der Rasse einen deutlichen Wildbretgeschmack auf. Die geringe Größe und also auch das geringe Lebendgewicht der Skudden bereiten bei der Vermarktung allerdings Probleme: die Schlachtkörper der Skuddenlämmer sind deutlich leichter und die vermarktungsfähigen wertvollen Teilstücke wesentlich kleiner als das marktüblich ist. Bei normaler Entwicklung und angemessener Versorgung ist der günstigste Schlachtzeitpunkt bei Böcken ein Alter von sechs bis acht Monaten, danach verfetten sie leicht.
Die Wolle wird bevorzugt zu Dünger verarbeitet.